# معركة حيفا (1918)
معركة حيفا لقد خاضت معركة حيفا في 23 سبتمبر 1918 نحو نهاية المعركة من شارون الذي جنبا إلى جنب مع معركة نابلس شكلت معركة قطعة مجموعة من مجدو قاتل بين 19 و 25 سبتمبر خلال الأشهر الأخيرة من حملة سيناء وفلسطين من الحرب العالمية الأولى. خلال معركة حيفا، و15 (خدمة الإمبراطوري) لواء الفرسان الهندي، 5 الفرسان شعبة جزء من الصحراء الخيالة هاجم فيلق قوات حرس المؤخرة من الإمبراطورية العثمانية والتي أسفرت عن القبض على مدينتي حيفا وعكا. استغرق هذا الهجوم على حافة الشمال الغربي من Esdraelon عادي (المعروف أيضا باسم وادي يزرعيل وسهل هرمجدون) 40-50 ميلا (64-80 كم) وراء خط الجبهة في تلال يهودا بعد الخيالة صحراء كان فيلق المحتلة سهل، أثناء مرحلة الفرسان من معركة شارون.
ان معركة مجدو بدأت مع هجوم شنته الإمبراطورية البريطانية المشاة على طول خط متواصل تقريبا من البحر الأبيض المتوسط عبر سهل شارون (سارونة) في سفوح تلال يهودا. هاجموا خط الجبهة العثمانية واستولت على مقر قيادة الجيش الثامن العثماني في مدينة طولكرم، والخنادق في تابسور ومتمحور في عرعرة. وقد التفت الجيش الثامن على الساحل وانتقلت الإمبراطورية البريطانية الفرسان الشمال من خلال الفجوة التي نشأت. الخيالة الصحراء فيلق طوقت قوات المشاة تقريبا في تلال يهودا التقاط خطوطهم الرئيسي لتوريد والاتصالات والتراجع. من قبل 25 سبتمبر، واحدة الجيش العثماني قد دمرت، وما تبقى من اثنين آخرين، كانوا في الشمال تراجع إلى دمشق.
تم تعيين فرقة الفرسان 5 مهمة التقاط حيفا وعكا بعد أن توقفت عدة محاولات سابقة لمواقف ساقة قوية. سرب من رماح ميسور، وسرب من شيروود رينجرز ملاك الأرض، وشكلت 15 لواء الخيالة (خدمة الإمبراطوري) الهجوم الأولي على بطارية المدفعية النمساوية قبل المضي قدما في جودبور رماح ودورية ضوء السيارة، لمهاجمة الألمانية الرئيسية ساقة موقف والاستيلاء على المدينة.

## الخلفية
تم تشكيل فرقة الفرسان 5 مع ثلاثة ألوية، اثنين منهم واحدة مؤلفة من ملاك الأرض فوج البريطانية، واثنين من الجيش الهندي البريطاني أفواج سلاح الفرسان، واحدة من التي كانت عادة رماح. جزء من الصحراء الخيالة سلاح، كان مدعوما من قبل المدافع الرشاشة والمدفعية، وضوء وحدات سيارة مصفحة. كان اللواء الثالث التابع للشعبة لواء الفرسان 15 (خدمة الإمبراطوري)، تتألف عادة من ثلاثة أفواج سلاح الفرسان من الولايات الأميرية الهندية جودبور، ميسور وحيدر أباد. ولكن رماح حيدر أباد تم فصلها لمرافقة السجناء والتي تم استبدالها من قبل شيروود رينجرز ملاك الأرض من لواء الفرسان 14 الانقسامات.
بعد التقدم الناجح وتطويق الظاهري العثماني السابع والثامن الجيوش في تلال يهودا مع الأسرى من الجيش مقر أفولاه والناصرة يلدريم مجموعة عامة كان من التواصل مع الجيوش الثلاثة. ويسيطر على كل المسارات الشمال مباشرة من الصحراء الخيالة فيلق وبالتالي فإن الجيش السابع وتراجع ما تبقى من الجيش الثامن، واضطر للانسحاب على طول الطرق الفرعية أو الدروب، شرقا عبر نهر الأردن، نحو سكة حديد الحجاز. وكان الاستيلاء على حيفا الأساسية لأية سلف أخرى من قبل قوة مشاة المصرية، كانت الطرق المؤدية إلى الميناء أكثر قليلا من المسارات وكما كان مطلوبا على وجه السرعة الاستيلاء عليها لوازم الهبوط.

## تمهيدا

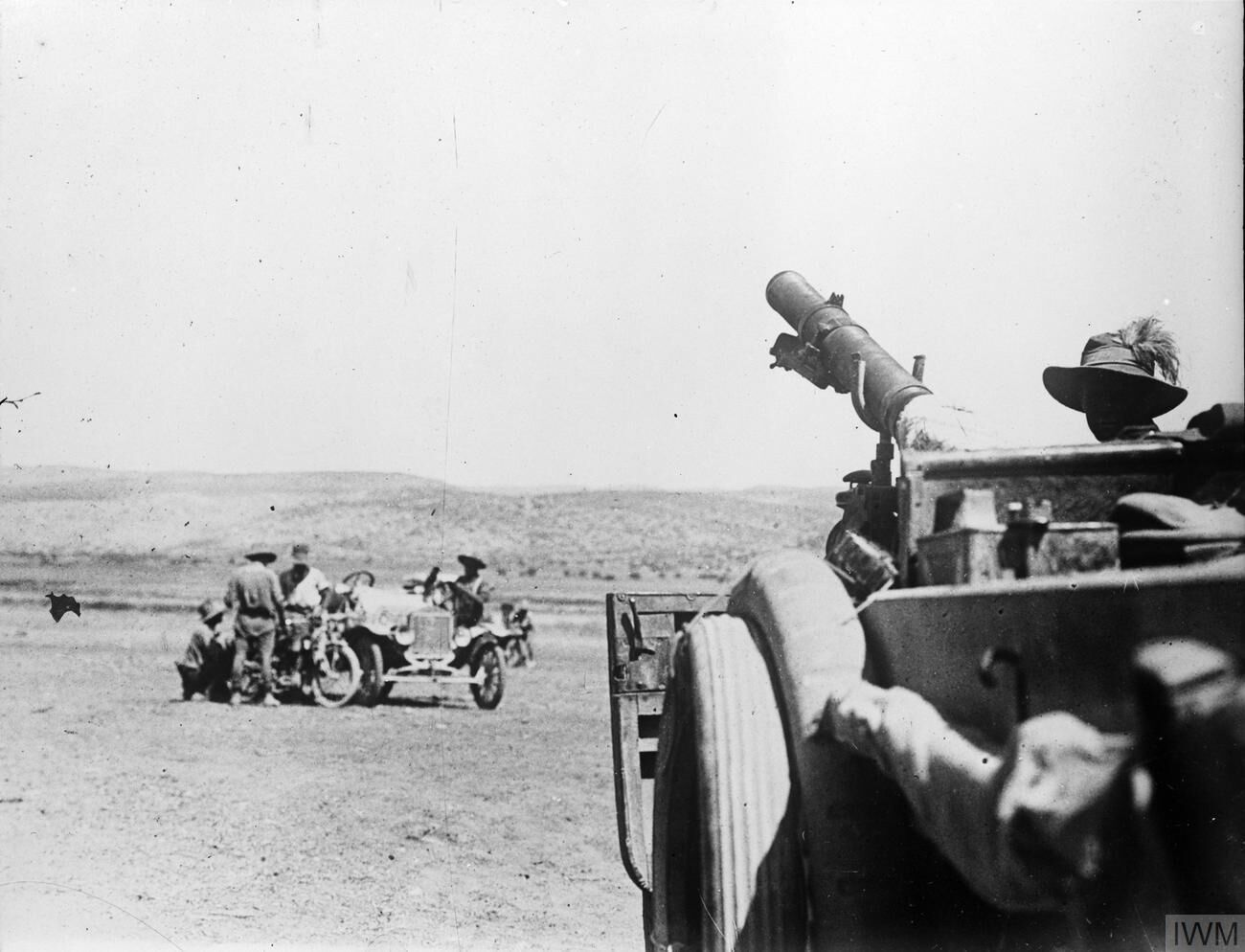
الأسترالية الخفيفة المدرعة باترول السيارة على الطريق الساحلي غرب جبل الكرمل

بعد وقت قصير من منتصف الليل في 21/22 سبتمبر، رماح في 18 الملك جورج نفسه، جزءا من لواء الفرسان ال 13، كانت تتقدم على طول الطريق عكا إلى الغرب من المدينة، عندما تعرضوا لهجوم من قبل كتيبة العثمانية من حيفا. أن هزمت كتيبة، بعد معركة قصيرة إلحاق خسائر 30 والاستيلاء على أكثر من 200 سجين.
في 22 أيلول افاد الاستطلاع الجوي أن حيفا كانت قد أخليت من قبل الجيش العثماني. وقد وجدت أن هذا غير دقيق عندما تم إيقاف إكسبيديشن الضم حيفا من قبل دقيقة المدفعية العثمانية ونيران الرشاشات. استطلاع بواسطة سيارات مدرعة من دورية سيارة ضوء اجه حصونهم، 200 متر (180 م) من الطريق إلى حيفا. وأيد هذا ساقة قوية مع المدافع الرشاشة من قبل المدفعية المتمركزة على نحو فعال المنتشرة على سفوح جبل الكرمل. أطلق على معقل بواسطة المدافع الرشاشة وسيارات 'عواستسلم بسرعة، في حين أن 2 ميل (3.2 كم) على مزيد، واجهوا على بطارية النمساوية من مدافع الميدان الخفيفة، بدعم من المدفعية الرشاشة الألمانية التي توقفت قوة استطلاع سيطرتهم على نهج الطريق من الشرق، الذي ركض بين الجبل ونهر البارد. هذا موقف قوي، لا يمكن الالتفاف لأنه ارتفع نهر على كلا الجانبين من قبل المستنقعات، مما يجعل من المستحيل عمليا لعبور. وأمرت فرقة الفرسان 5 لالتقاط حيفا وعكا 12 ميلا (19 كم) شمال غرب في اليوم التالي.

## المعركة

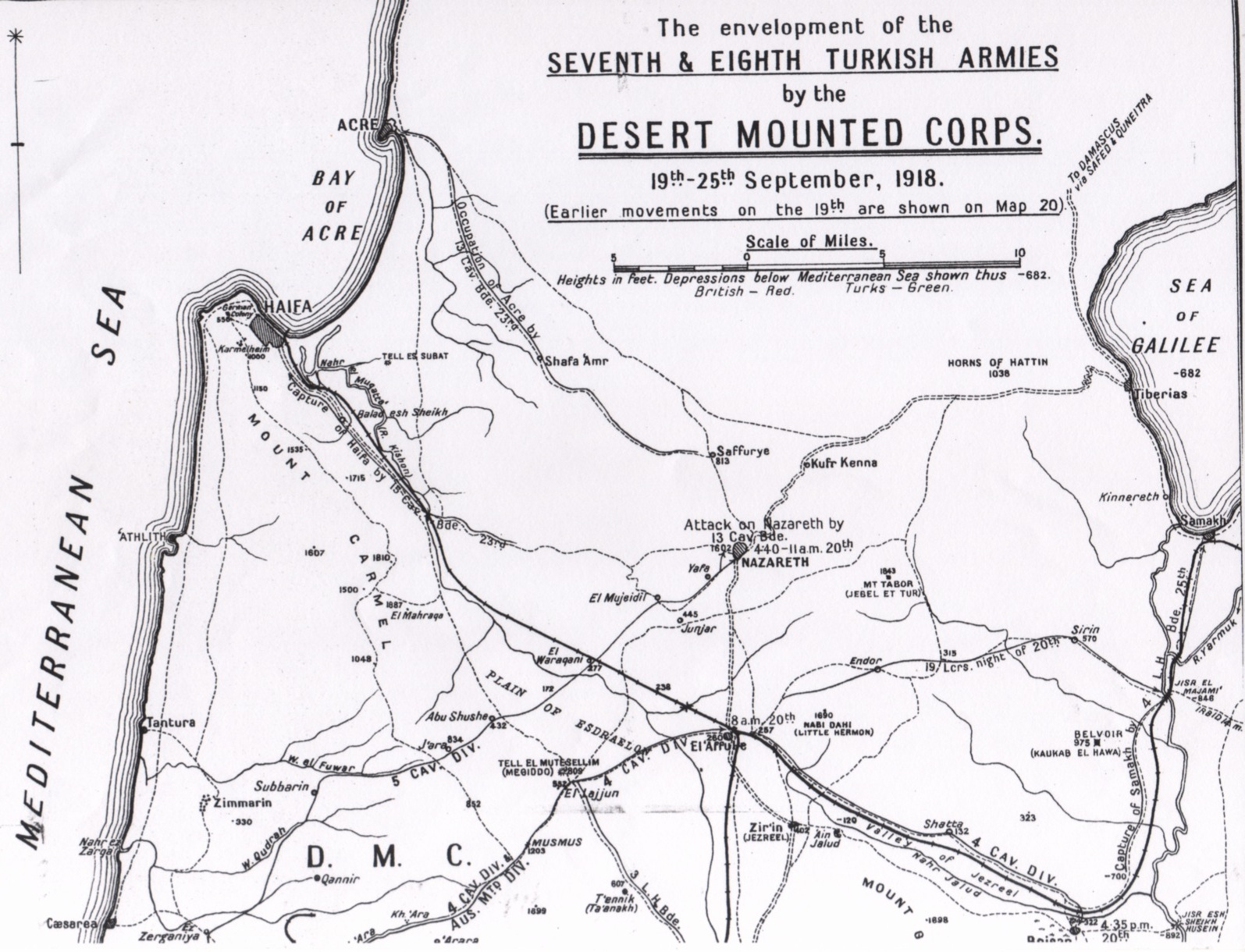
نياجرا الخريطة 21 السلف الفرسان 19-25 سبتمبر. ويبين بالتفصيل القبض على حيفا وعكا

في 23 سبتمبر 1918 صدر أمر لواء الفرسان 15 (خدمة الامبراطوري) لالتقاط حيفا. المنطقة الواقعة بين نهر البارد نهر المعروف أيضا باسم نهر كيشون وسفوح جبل الكرمل كان يدافع بشكل جيد من قبل مرابض المدفعية العثمانية والمدفعية. وأسندت إلى رماح جودبور كتائب لالتقاط هذا الموقف، في حين انتقلت رماح ميسور في جميع أنحاء لمهاجمة البلدة من الشرق والشمال.
سرب من رماح ميسور وسرب من شيروود رينجرز ملاك الأرض، التي تدعمها بطارية المدفعية الشركة الكرام، هاجم بطارية النمساوية من مدافع الميدان الضوء على سفوح جبل الكرمل في الساعة 14:00. وكان سرب من رماح ميسور انتقلت إلى موقف من قبل الصعود مسار حاد لالتقاط وإسكات البنادق، في حين أطلقت رماح جودبور والباقي من رماح ميسور الهجوم الرئيسي شنت على ساقة من المدفعية الرشاشة الألمانية، التي سدت الطريق 2 ميل (3.2 كم) على من معقل القبض عليه في اليوم قبل على يد الدوريات السيارات الخفيفة.
ورماح جودبور اتهم الموقف العثماني، وعبور خط السكة الحديد عكا، ولكن جاء تحت رشاش ونيران المدفعية. وقد عرقلت هذه التهمة مزيدا من الرمال المتحركة على ضفاف النهر، حتى يتمكنوا من مناورة إلى اليسار على سفوح جبل الكرمل. تأمين فوج موقف اسر 30 سجينا، رشاشين، واثنين من البنادق الإبل والانفتاح طريقا الوصول إلى حيفا. واصلت رماح جودبور عهدتهم في مدينة دهشة المدافعين. تلك رماح ميسور الذي كان قد تم تقديم الدعم النار في فوج مهاجمة، شنت وتبعهم في المدينة. معا القبض على اثنين من أفواج 1,350 الألمانية والسجناء العثماني، من بينهم اثنان من الضباط الألمان، 35 ضابطا العثمانية، 17 المدفعية بينهم أربعة 4.2 البنادق، البنادق ثمانية 77MM و 4 بنادق الإبل فضلا عن بندقية البحرية 6 بوصة، و 11 مدافع رشاشة. بلغت الخسائر الخاصة بهم إلى 8 قتلى و 34 جريحا. قتل 60 الخيول و 83 آخر بجروح.
حاولنا لتغطية تراجع الأتراك "، ولكن كنا نتوقع منها أن تفعل شيئا، إلا إذا كان الحفاظ على رؤوسهم. أخيرا قررنا أنها لم تكن تستحق القتال من اجلها.

## معرض صور

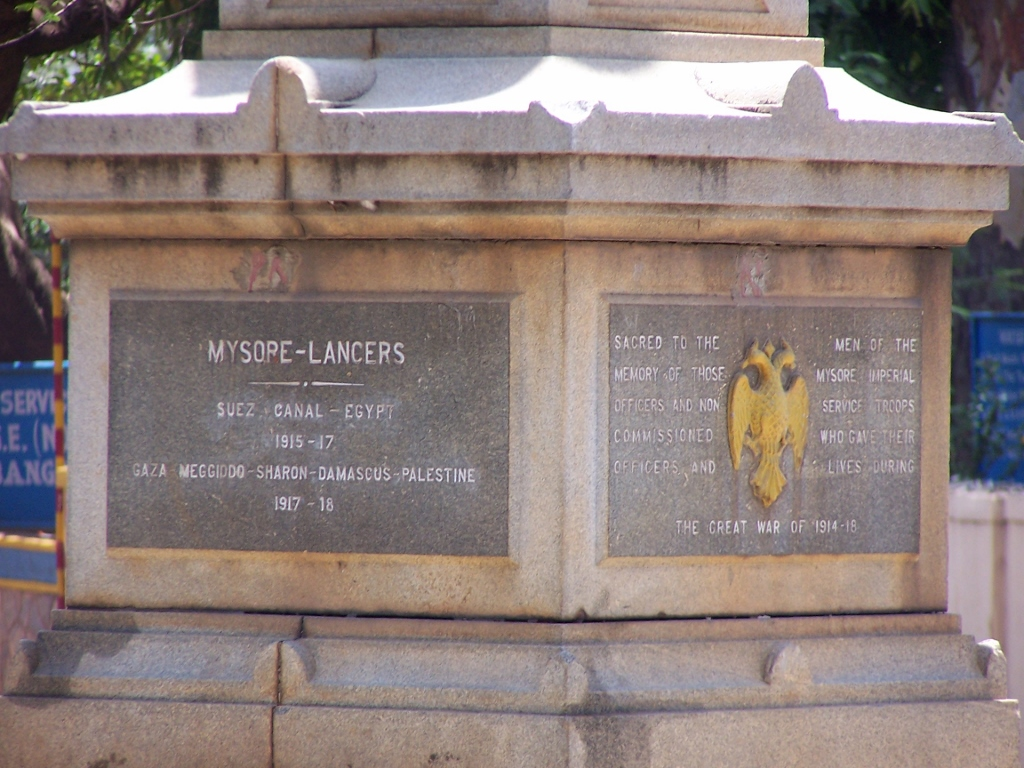
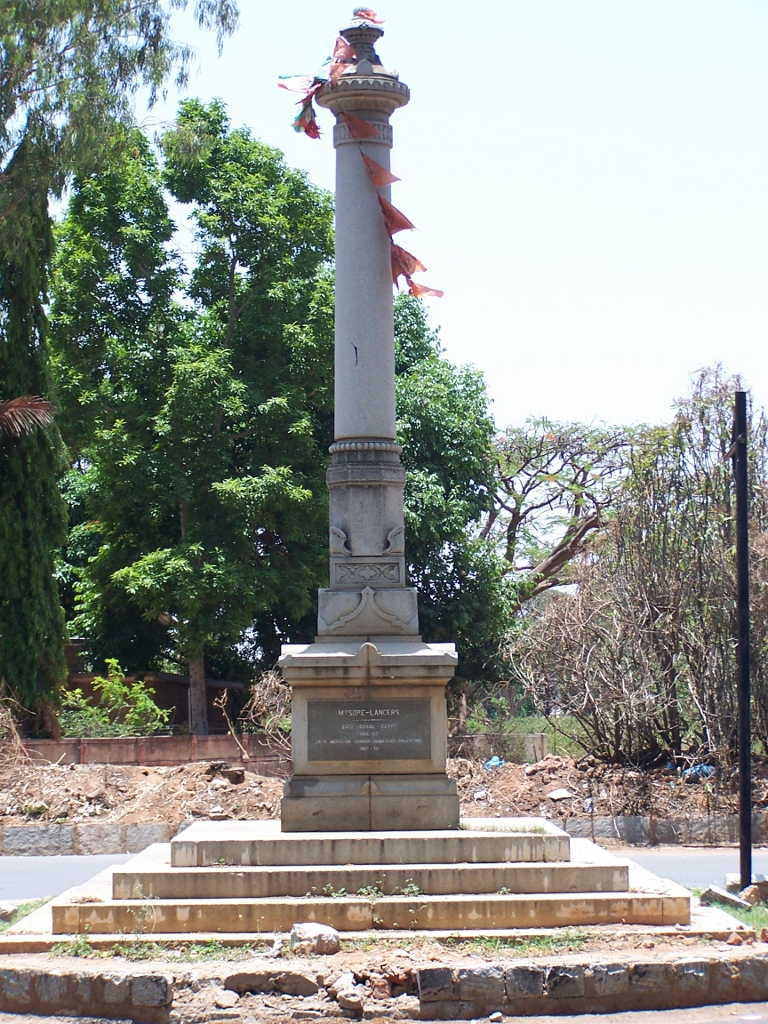
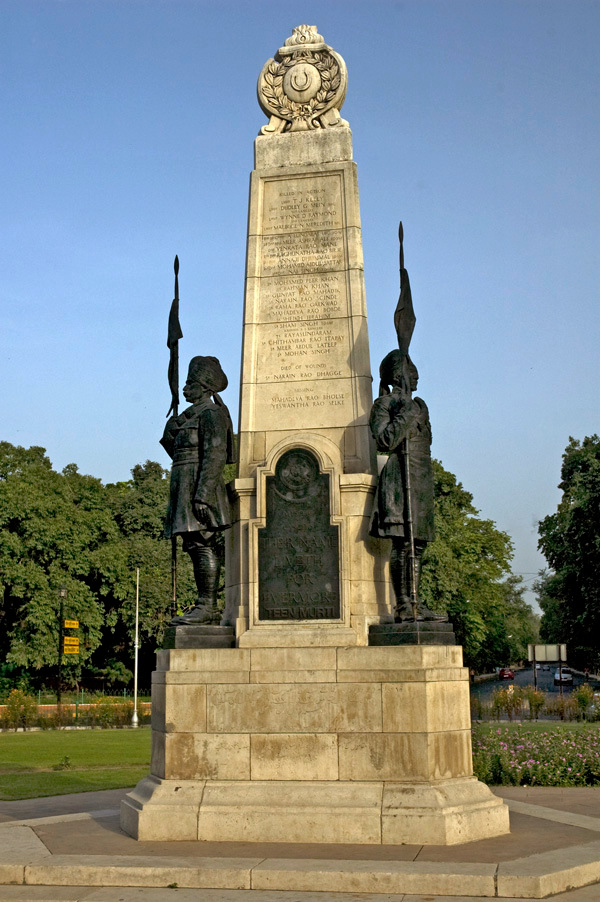